# Kraton Lor
Kraton Lor is een bestuurslaag in het regentschap Pekalongan van de provincie Midden-Java, Indonesië. Kraton Lor telt 4311 inwoners (volkstelling 2010).